# José María Arizmendiarrieta
Arizmendiarrieta  Madariaga est un nom espagnol. Le premier nom de famille, en général paternel, est  Arizmendiarrieta ; le second, en général maternel, souvent omis, est Madariaga.
José María Arizmendiarrieta Madariaga (né le 22 avril 1915 à Markina en Biscaye et mort le 29 novembre 1976 à Arrasate en Guipuscoa) est un prêtre catholique espagnol, fondateur de la Corporation Mondragon, le plus grand groupe coopératif du monde, situé au Pays basque espagnol. Le 16 décembre 2015, il est déclaré vénérable par le pape François.

## Biographie
Arizmendiarrieta, appelé aussi Arizmendi, est l'aîné d'une famille modeste. À l'âge de douze ans, il intègre une école préparatoire de théologie. Quand la Guerre civile espagnole éclate, il soutient la cause républicaine opposée à Franco, comme beaucoup de Basques ; seule une minorité de Basques (traditionalistes) s'opposent au gouvernement républicain. Il a perdu un œil dans un accident d'enfance et ne peut donc pas être soldat. Cependant, il est journaliste pour des quotidiens basques. À la suite de ses actions, il est arrêté après la guerre et condamné à mort pour ses activités. La légende dit qu'il échappe au peloton d'exécution grâce à un vice administratif. Relâché, il retourne étudier à Vitoria et continue sa formation religieuse. 
Arizmendi veut continuer ses études en Belgique, mais est assigné dans une paroisse située à quarante-huit kilomètres de sa ville. Il arrive à Arrasate (en espagnol, Mondragón) en février 1941, à l'âge de vingt-six ans et fraîchement ordonné prêtre, pour être l'assistant du curé. Il trouve une ville subissant encore les conséquences de la guerre civile et un chômage élevé. Le prêtre local a été abattu par les troupes de Franco.
Arizmendi n'impressionne pas ses nouveaux paroissiens. Leur prêtre borgne lit difficilement. L'un d'eux le décrit ainsi : « Il parlait d'un ton monotone avec un phrasé complexe et répétitif difficile à comprendre. Il lisait difficilement avec grâce. ». Ils demandent à l'évêque de le remplacer. Néanmoins, Arizmendiarrieta est déterminé à trouver un moyen de venir en aide à sa congrégation et réaliser ce développement économique - l'emploi - qui est la clé pour résoudre les autres problèmes de la ville. Une coopérative apparaît comme le meilleur moyen d'y parvenir. Les coopératives et les organisations d'aide sont une longue tradition au Pays basque mais elles viennent de disparaître après la guerre.
« Ceux qui décident de faire l'histoire et de changer le cours des évènements ont l'avantage sur ceux qui décident d'attendre passivement les résultats du changement » dit une fois Arizmendi.
En 1943, Arizmendi crée une école Polytechnique, aujourd'hui l'université de Mondragón (en basque et officiellement Mondragon Unibertsitatea), un centre éducatif démocratique ouvert à tous les jeunes de la région. Il fonde une école, qui se développe très vite, avec l'argent récolté dans les rues auprès des habitants. Il enseigne lui-même à plusieurs étudiants. L'école joue un rôle clé dans l'émergence et le développement du mouvement de la coopérative, par l'éducation et l'autonomisation des habitants. Dans les années 1950, Arizmendi et quelques diplômés de l'école créent la première entreprise coopérative, qui croît très vite et se diversifie pour devenir la Corporation Mondragon (MCC). Ensuite, ils lancent la Caja Laboral, une banque permettant aux membres de la coopérative d'accéder à des services financiers et fournissant également des fonds de départ aux nouvelles coopératives.
La MCC est désormais la septième plus grande corporation d'Espagne. Arizmendi, qui meurt en 1976 à Arrasate, est admiré dans sa ville d'adoption et à travers le monde par les membres de coopératives, pour avoir démontré que les coopératives pouvaient être des entreprises efficaces et transformer les communautés locales.
« Construire le "coopérativisme", ce n'est pas faire le contraire du capitalisme », écrit Arizmendi, « Comme si ce système n'avait eu aucune utilité... Le coopérativisme doit dépasser ça, et pour cela, doit en assimiler les méthodes et le dynamisme. »